# Vương Đình Huệ

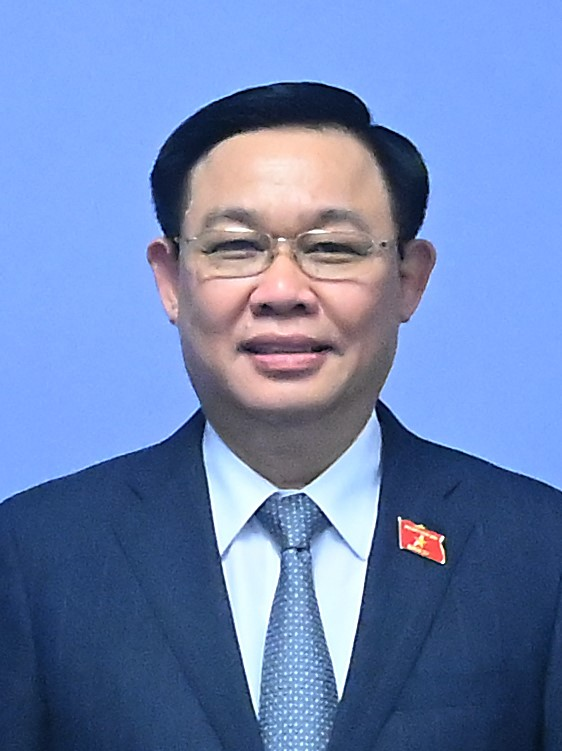
Vương Đình Huệ (6. September 2021)

Vương Đình Huệ (* 15. März 1957 in Nghi Xuân, Nghi Lộc, Nghệ An, Nordvietnam) ist ein Politiker der Kommunistischen Partei Vietnams KPV (Đảng Cộng sản Việt Nam) in der Sozialistischen Republik Vietnam, der unter anderem von 2011 bis 2013 Finanzminister sowie zwischen 2016 und 2020 stellvertretender Premierminister war. Seit 2016 ist er Mitglied des Politbüros des Zentralkomitees (ZK) der KPV sowie vom 31. März 2021 bis zum 26. April 2024 Präsident der Nationalversammlung Vietnams.

## Leben

### Studien, Beamter und ZK-Mitglied
Vương Đình Huệ, Sohn von Vương Đình Sâm und Võ Thị Cầm, war nach einem Studium zwischen September 1979 und 1985 Lektor an der Universität für Finanzen und Rechnungswesen, der heutigen Finanzakademie (Học viện Tài chính), und wurde während dieser Zeit am 9. März 1984 Mitglied der KPV. Nachdem er von 1985 bis 1986 ein Sprachstudium an der Europäischen Fakultät der Universität für Fremdsprachen in Hanoi absolviert hatte, begann er 1986 ein postgraduales Studium an der Wirtschaftshochschule VŠE (Vysoká škola ekonomická) in Bratislava in der Tschechoslowakei, welches er 1990 abschloss. Während dieser Zeit war er auch Vorsitzender der Vereinigung vietnamesischer Studenten in Bratislava. Nach seiner Rückkehr war er von 1991 und 1992 zunächst erneut Lektor an der Fakultät für Rechnungswesen der Universität für Finanzen und Rechnungswesen und danach zwischen Oktober 1992 und Mai 1993 zunächst Prodekan sowie im Anschluss von Juni 1993 bis Februar 1999 kommissarischer Dekan beziehungsweise Dekan der Fakultät für Rechnungswesen der Universität für Finanzen und Rechnungswesen. Im Anschluss fungierte zwischen März 1999 und Juni 2001 als Prorektor für Ausbildung der Universität für Finanzen und Rechnungswesen und gehörte zudem von Oktober 1992 bis Juni 2001 dem Parteikomitee dieser Universität an.
Im Juli 2001 wurde er stellvertretender Generalauditor des Staatlichen Rechnungshofes und bekleidete dieses Amt bis Juli 2006, woraufhin er zwischen Juli 2006 und Juli 2011 Generalauditor des Staatlichen Rechnungshofes (Tổng Kiểm toán nhà nước) war. Er war zwischen Juli 2001 und Juli 2011 auch Mitglied der Parteiorganisation im Staatlichen Rechnungshof sowie von Juli 2001 bis Juli 2006 Mitglied des Parteikomitees des Blocks der Zentralen Wirtschaftsagenturen beziehungsweise zwischen Juli 2006 und Juli 2011 Sekretär des Parteikomitees des Staatlichen Rechnungshofes. Auf dem X. Nationalkongress der KPV (18. bis 25. April 2006) wurde er erstmals Mitglied des ZK der KPV und gehört diesem Parteigremium nach seinen Wiederwahlen auf dem XI. Nationalkongress der KPV (12. bis 19. Januar 2011), XII. Nationalkongress (20. bis 28. Januar 2016) und auf dem XIII. Nationalkongress (25. Januar bis 1. Februar 2021) seither an. Im Juli 2011 wurde er außerdem zum ersten Mal zum Mitglied der Nationalversammlung gewählt und gehört auch dieser nach seinen Wiederwahlen im Juli 2016 sowie 2021 seither an.

### Finanzminister, Politbüromitglied und stellvertretender Premierminister

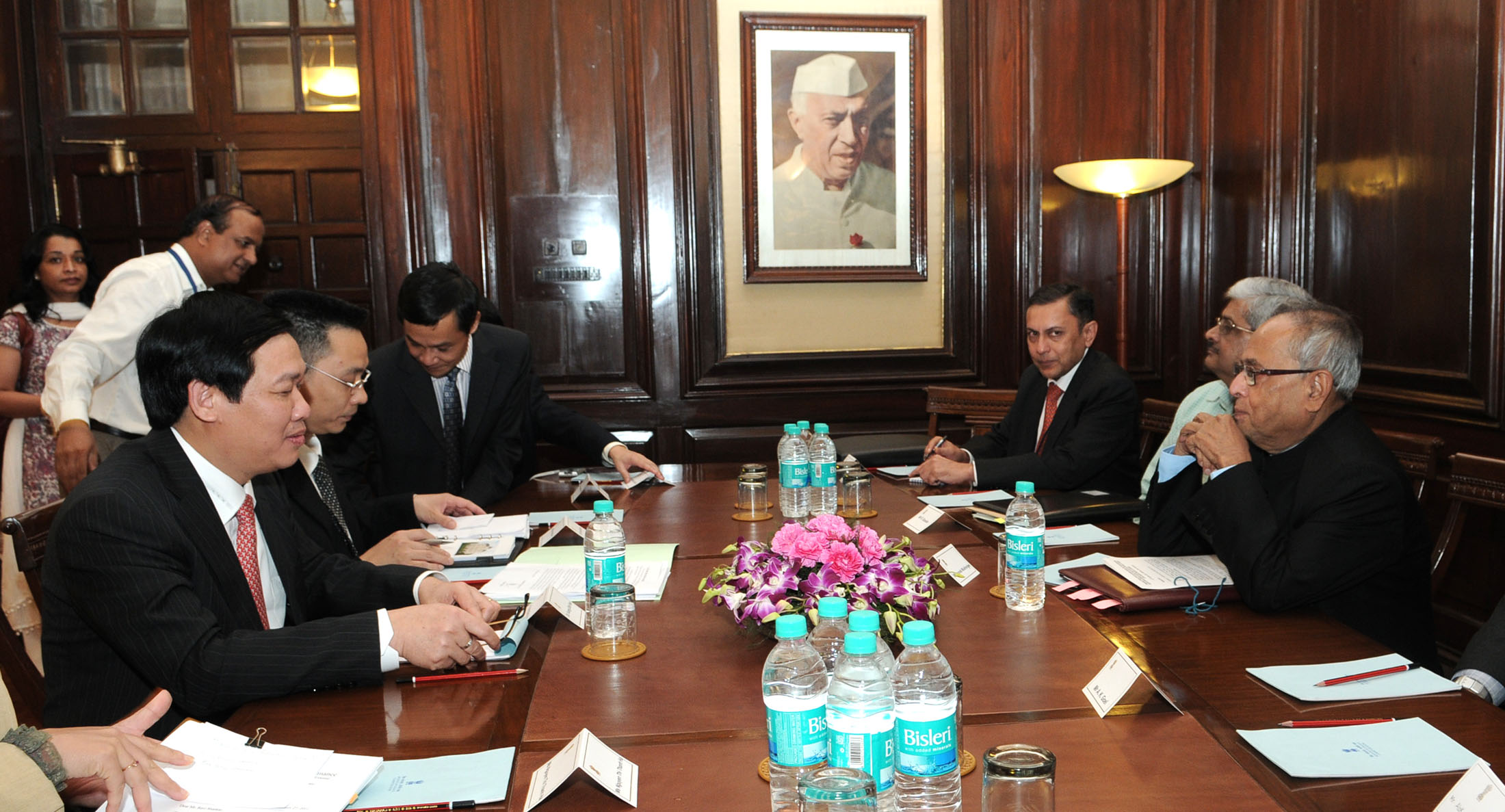
Vương Đình Huệ als Finanzminister bei einem Treffen mit dem Finanzminister Indiens Pranab Mukherjee (12. Oktober 2011).

Als Nachfolger von Vũ Văn Ninh wurde Vương Đình Huệ am 13. August 2011 als Finanzminister (Bộ trưởng Bộ Tài chính) in das Kabinett von Premierminister Nguyễn Tấn Dũng berufen und bekleidete dieses Ministeramt bis zum 23. Mai 2013, woraufhin Đinh Tiến Dũng ihn ablöste. Er fungierte zugleich als Sekretär der Parteiorganisation des Finanzministeriums, als des Vorstandsvorsitzender der vietnamesischen Sozialversicherung sowie als Vorstandsvorsitzender der Staatlichen Kapitalinvestitionsgesellschaft. Er war zugleich zwischen Dezember 2012 und April 2016 Vorsitzender der ZK-Kommission für Wirtschaft. Auf dem XII. Nationalkongress der KPV wurde er im Januar 2016 erstmals zum Mitglied des Politbüros des ZK gewählt und gehört diesem obersten Führungsgremium der Partei nach seiner Wiederwahl auf dem XIII. Parteitag im Januar 2021 seither an. Im XII. Politbüro (2016 bis 2021) nahm er in der Parteihierarchie zunächst den neunten Rang unter den 18 Mitgliedern des Politbüros ein.
Am 9. April 2016 wurde Vương Đình Huệ als Nachfolger von Vũ Văn Ninh zum stellvertretenden Premierminister (Phó Thủ tướng Chính phủ) in das Kabinett von Premierminister Nguyễn Xuân Phúc berufen und bekleidete dieses Amt bis zu seiner Ablösung durch Lê Minh Khái am 11. Juni 2020. Er war in dieser Funktion für Wirtschaftsangelegenheiten zuständig und war daneben auch Mitglied des Parteikomitees sowie Leiter des Lenkungsausschusses für die Region Südwesten. Am 7. Februar 2020 wurde er außerdem vom Politbüro als Nachfolger von Hoàng Trung Hải zum Sekretär des Parteikomitees von Hanoi und wurde als solcher zugleich Sekretär des Parteikomitees des Oberkommandos der Hauptstadt sowie Leiter der Delegation der Abgeordneten von Hanoi in der Nationalversammlung. Aufgrund der Funktion als Parteisekretär von Hanoi wurde er durch einen Beschluss der Nationalversammlung als stellvertretender Premierminister entlassen und auf dem 17. Hanoier Parteikongress am 12. Oktober 2020 erneut zum Parteisekretär von Hanoi gewählt.

### Präsident der Nationalversammlung

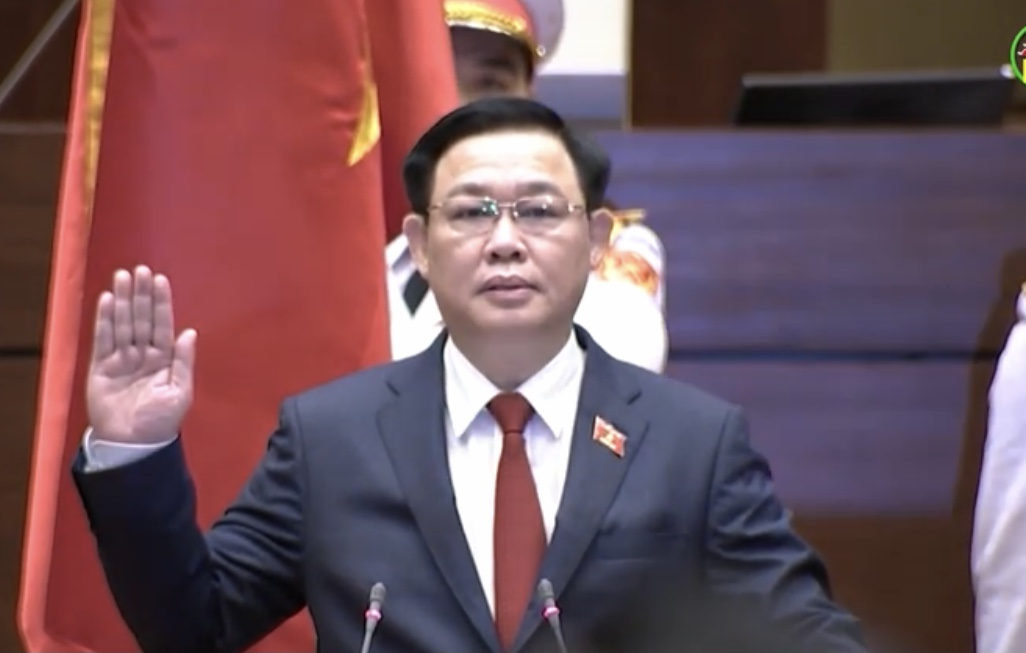
Vương Đình Huệ bei seiner Vereidigung als Präsident der Nationalversammlung (1. April 2021)

Nach seiner Wiederwahl zum Mitglied des ZK auf dem XIII. Nationalkongress der KPV wurde Vương Đình Huệ auf der ersten ZK-Sitzung auch als Mitglied des Politbüros des ZK bestätigt. Am 31. März 2021 wurde er als Nachfolger von Nguyễn Thị Kim Ngân zum Präsidenten der Nationalversammlung gewählt und übernahm als Parlamentspräsident zugleich die Funktion als Vorsitzender des Nationalen Wahlrates. Sein Nachfolger als Sekretär des Parteikomitees von Hanoi wurde daraufhin Đinh Tiến Dũng. Im derzeitigen XIII. Politbüro nimmt er damit nach dem Generalsekretär der KPV Nguyễn Phú Trọng und Premierminister Phạm Minh Chính in der Parteihierarchie nunmehr den dritten Rang unter den 18 Politbüromitgliedern ein. Als Präsident der Nationalversammlung war er ebenfalls für internationale, interparlamentarische Beziehungen zuständig und übernahm zudem zeremonielle Aufgaben.
Am 26. April 2024 trat Huệ nach einer außerordentlichen Sitzung des Zentralkomitees der Kommunistischen Partei Vietnams offiziell auf seinen Wunsch hin von seinem Amt als Präsident der Nationalversammlung zurück. Sprecher der KPV sprachen von „Regelverstößen“ und „Unzulänglichkeiten“, die sich Huệ habe zuschulden kommen lassen. Vier Tage zuvor war Phạm Thái Hà, ein persönlicher Mitarbeiter Huệs, unter dem Verdacht der Bestechlichkeit festgenommen worden. Die Zustimmung der Nationalversammlung am 2. Mai 2024 war danach nur noch eine Formsache. Nach dem Rücktritt Võ Văn Thưởngs vom vietnamesischen Präsidentenamt am 21. März 2024 war dies der zweite Rücktritt eines hochrangigen Politikers innerhalb kurzer Zeit. Westliche Beobachter vermuteten einen Machtkampf innerhalb der KPV hinter dem mutmaßlich erzwungenen Rücktritt Huệs.
Seine Ehefrau Nguyễn Vân Chi (* 1966) ist seit 2016 ebenfalls Mitglied der Nationalversammlung und dort seit 2021 stellvertretende Vorsitzende des Finanz- und Haushaltsausschusses.

## Veröffentlichungen
- Ké̂ toán, kiẻ̂m toán và phân tích tài chính doanh nghiệp, („Buchhaltung, Wirtschaftsprüfung und Unternehmensfinanzanalyse“), 1995
- Kiểm toán Nhà nước Việt Nam: 15 năm xây dựng và phát triển, 1994-2009 : kỷ yếu, („Staatlicher Rechnungshof von Vietnam: 15 Jahre Aufbau und Entwicklung, 1994-2009. Jahrbuch“), Hanoi 2000
- Miền Trung-Tây Nguyên. Tiềm năng & cơ hội đầu tư, („Zentralregion-Zentrales Hochland. Potenzial & Investitionsmöglichkeiten“), Hanoi 2014